# Klāra Kalniņa
Klāra Anna Luīze Kalniņa, geborene Veilande (geboren 24. Februar 1874 in Jelgava; gestorben 21. November 1964 in Stockholm), war eine lettische Politikerin, Frauenrechtlerin, Mitglied der Lettischen Verfassungsversammlung (1918) und des Frauenkomitees der Sozialistischen Internationale und Mitglied der Lettischen Sozialdemokratischen Arbeiterpartei sowie Übersetzerin und Redakteurin.

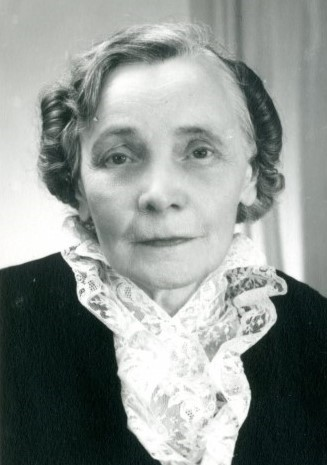
Klāra Kalniņa 1949 in Stockholm

## Leben
Aufgewachsen in einem bäuerlichen Elternhaus besuchte sie zwischen 1887 und 1890 die Grundschule in Jelgava, wo auf Deutsch unterrichtet wurde, und im Anschluss von 1894 bis 1897 das neu eröffnete Mädchengymnasium im gleichen Ort. Dort engagierte sie sich in der jungen lettischen Bewegung „Die neue Strömung“, besuchte Treffen sozialdemokratischer Gruppen und interessierte sich für Fragen der Arbeiterbildung. 1898 heiratete sie den Mediziner Pauls Kalniņš. Um Zahnmedizin zu studieren, ging sie nach St. Petersburg. Dort war sie bei den Sozialdemokraten aktiv. Aus finanziellen Gründen kehrte sie 1898 kurz nach Lettland zurück, setzte aber bald ihr Studium in Bern fort, wo sie 1901 den sozialistischen Exilletten Jānis Kļava, den späteren Mann der Schweizer Frauenrechtlerin Anny Klawa-Morf kennenlernte. 1899 wurde ihr Sohn Bruno geboren.

## Politische Arbeit
Zwischen 1901 und 1903 organisierte sie eine sozialdemokratische Gruppe in Kurland. 1903 emigrierte sie mit ihrem Mann in die Schweiz. 1905 kehrten beide im Zuge der Russischen Revolution zurück, emigrierten aber 1906 erneut und unterstützten die Lettische Sozialdemokratische Arbeiterpartei bei deren illegalen Aktivitäten. Klara Kalniņa arbeitete von 1907 bis 1910 als Herausgeberin der sozialdemokratischen Zeitung „Cīņa“ („Kampf“) und bis zum Beginn des Ersten Weltkrieges für weitere Zeitungen.
1917 wurde Kalniņa in den Gemeinderat Rigas gewählt. Sie war 1918 Mitglied der Verfassungsgebenden Versammlung Lettlands, die am 18. November 1918 die Unabhängigkeit proklamierte. Kalniņa war die einzige Frau im Volksrat, die dem Staatsgründungsakt beiwohnte. Von 1918 bis 1922 war sie im Zentralkomitee der Lettischen Sozialdemokratischen Arbeiterpartei aktiv, wurde jedoch 1922 nicht als Parlamentskandidatin aufgestellt. Sie blieb im Stadtrat von Riga aktiv und engagierte sich für Frauenfragen und Gesundheitspolitik.
Auf den Kongressen der Sozialistischen Internationale 1923 in Hamburg, 1925 in Marseille und 1928 in Brüssel vertrat sie ihre Partei und war Mitglied des Frauenkomitees, das sie 1930 in sein Präsidium wählte. Von 1923 bis 1930 war sie Herausgeberin der lettischen Zeitschrift „Darba Sieviete“ („Die arbeitende Frau“) und übersetzte mehrere wichtige sozialistische Texte aus dem Deutschen ins Lettische, u. a. von August Bebel „Die Frau und der Sozialismus“, Karl Marx „Bürgerkrieg in Frankreich“ und Karl Kautsky „Sozialismus und Kolonialpolitik“. Daneben veröffentlichte sie Aufsätze zur Frauenpolitik.
1934 wurde ein autoritäres Regime in Lettland installiert. Obwohl ihr Mann, der von 1925 bis 1934 Sprecher des lettischen Parlaments war, und ihr Sohn Bruno mehrfach in Haft waren, engagierte sie sich in der Illegalität. Bruno wurde 1944 in das KZ Stutthof verbracht, überlebte und emigrierte 1945 nach Schweden. Klāra Kalniņa wollte nach Kriegsende mit ihrem Mann zu Freunden in die Schweiz; beide erhielten an der Schweizer Grenze aber keine Einreisegenehmigung. Paul Kalniņš starb im Alter von 75 Jahren an der Schweizer Grenze in St. Margrethen, wie Anny Klawa-Morf berichtet. Klāra Kalniņa ging schließlich wie ihr Sohn nach Schweden, wo sie bis zu ihrem Tod 1964 für die Sozialdemokraten in der lettischen Exil-Gemeinschaft arbeitete.

## Veröffentlichungen
Liesmainie Gadi (Feurige Jahre). LSDSP Arzemju Komitejas izdevums, Stockholm 1964.